# Stefanija Turkevyč-Lukijanovyč
Stefanija Turkevyč-Lukijanovyč (ukrajinsky: Стефанія Іванівна Туркевич-Лукіянович; 25. dubna 1898 Lvov – 8. dubna 1977 Cambridge) byla ukrajinská komponistka, pianistka a muzikoložka. Oficiálně uznána jako první ukrajinská skladatelka. Za doby Sovětského svazu byla její díla zakázána.

## Životopis

### Dětství
Narodila se jako první dítě v rodině kněze, sbormistra, katechety a hudebního kritika Ivana Turkevyče (Туркевич) (1872–1936) a Sofie Kormošové (Кормош). Měla mladší sestru Irenu Turkevyč–Martynec (Іри́на (Ірена) Туркевич-Мартинець) a mladšího bratra Lva Turkevyče (Лев Туркевич). Její dědeček (Lev Turkevyč) i otec (Ivan Turkevyč) byli kněží. Matka Sofia Kormošová byla pianistkou a studovala u Karola Mikuliho a Viléma Kurze. Doprovázela také mladou Solomii Krušelnickou. Celá rodina byla muzikální a všichni hráli na nějaký hudební nástroj. Stefania hrála na klavír, harfu a harmonium. Později vzpomínala na své dětství a na lásku k hudbě takto:
Uprostřed všeho byla moje matka, která hrála nádherně na klavír. Jako dítě jsem velmi ráda poslouchala její hru. Potom u nás vznikl domácí salonní orchestr. Hráli jsme takto: otec na basu, moje matka na klavír, Leno (Льоньо) na violoncello, já na harmonium, Marijka a Zenko (Марійка і Зенко), studenti prof. Perfetského, na housle. Otec také založil rodinný sbor. To byly naše první kroky do světa hudby. Nikdy nešetřili peníze na naší hudební výchově.

### Studia
První lekce hudby dostávala od své matky. Vystudovala gymnázium Basilského řádu sv. Josafata ve Lvově. Po první světové válce pak klasickou skladbu u Vasylja Barvinského (Василь Олександрович Барвінський) a klavír u Viléma Kurze a Eži Ljaleviče (Єжи Лялевич) na Lvovské konzervatoři pojmenované po Mykolu Lysenkovi. V roce 1919 napsala své první hudební dílo – Liturgii (Літургію), které se hrálo několikrát v katedrále sv. Jiří ve Lvově. V roce 1921 studovala na Vídeňské univerzitě u Guido Adlera a na Hudební akademii u Josefa Marxe  ve Vídni, kde v roce 1923 promovala a získala tak učitelský diplom. V roce 1925 odcestovala se svým prvním manželem Robertem Lisovským  do Berlína, kde studovala u Franze Schrekera a u Arnolda Schönberga. Během tohoto období, v roce 1927, se narodila její dcera Zoya (Зоя). Z Berlína odešla do Prahy, kde studovala u Zdeňka Nejedlého na Karlově univerzitě, u Otakara Šína na pražské konzervatoři a u Vítězslava Nováka na Hudební akademii. Na Ukrajinské svobodné univerzitě v Praze získala v roce 1934 doktorát v oboru muzikologie. Stala se tak první ženou z Galicie, (tehdy součást Polska), která získala doktorát Ph.D. Po návratu do Lvova od roku 1934 do začátku druhé světové války pracovala jako učitelka hudební teorie a klavíru na Lvovské konzervatoři a stala se členem Svazu ukrajinských profesionálních hudebníků.

### Druhá světová válka
Na podzim roku 1939, po připojení západní Ukrajiny k SSSR, pracovala jako lektor a koncertní mistr ve Lvovské opeře a od roku 1940 do roku 1941 byla docentem na Lvovské konzervatoři. Po uzavření konzervatoře za německé okupace pokračovala ve výuce na Státní hudební škole a doprovázela na klavír ve Lvovské opeře a pro rozhlas. Na útěku před Rudou armádou na jaře 1944 emigrovala se svou rodinou ze Lvova do Vídně. V roce 1946 se pak rodina přestěhovala do jižního Rakouska a odtud do Itálie, kde se její druhý manžel Narcyz Lukijanovyč (Нарциз Лукіянович) stal lékařem druhého polského sboru pod britským velením.

### Anglie
Na podzim 1946 se přestěhovala do Spojeného království a pracovala tam na svých skladbách. Vytvořila baletní hudbu a operu, složila čtyři symfonie, liturgickou hudbu, komorní hudbu a skladby pro klavír a umělecké písně.
Žila v Brightonu (1947–1951), Londýně (1951–1952), Barrow Gurney (nedaleko Bristolu) (1952–1962), Belfastu (Severní Irsko) (1962–1973). a Cambridge (od roku 1973).
Koncem čtyřicátých let se vrátila k tvůrčí práci a napsala většinu svých skladeb. Čas od času působila znovu jako pianistka, zejména v roce 1957 na řadě koncertů v ukrajinských komunitách v Anglii a v roce 1959 na koncertu klavírní hudby v Bristolu. Byla členkou Britské společnosti skladatelek a hudebníků (která existovala až do roku 1972). Její opera Oksana's Heart byla v roce 1970 uvedena ve Winnipegu (Kanada), ve Centennial Concert Hall. Pod uměleckým vedením její sestry Ireny Turkevycz-Martynec ji tam hrálo Ukrajinské dětské divadlo. Je to příběh dívky, která v kouzelném lese hledá své ztracené bratry a setkává se tam s mytologickými postavami.
Zemřela 8. dubna 1977 v Cambridge ve Velké Británii.

## Tvorba
Symfonie (Симфонічні твори)
- Symfonie č. 1 (Симфонія) – 1937
- Symfonie č. 2a (Симфонія no. 2a) – 1952
- Symfonie č. 2b – druhá verze (Симфонія no. 2b, 2-гий варіант)
- Symfonieta (Симфонієта) – 1956
- Tři symfonické skici (Три Симфонічні Ескізи) – 3. května 1975
- Symfonická báseň «La Vitа» (Симфонічна поема)
- Kosmická symfonie (Космічна симфонія) – 1972
- Suita pro dva houslové orchestry (Суіта для подвійного струнного оркестру)
- Fantasie pro dva houslové orchestry (Фентезі для подвійного струнного оркестру)

Balety (Балети)
- Ruce (Руки) – Bristol, 1957 („The Girl with the Withered Hands")
- Perly (Перли) – Náhrdelník („The Necklace")
- Jaro – dětský balet (Весна – Дитячий балет) – 1934–5
- Mavka, a (Мавка, a) – Lesní víla („The Forest Nymph") – Belfast 1964–7
- Mavka, b (Мавка, b) – Lesní víla („The Forest Nymph") – Belfast 1964–7,
- Strašák (Страхопуд) – 1976

Opera (Опера)
- Mavka (Мавка) – (podle dramatické fantazie, Lesní píseň, ukrajinské spisovatelky Lesji Ukrajinky – nedokončeno)

Dětské opery (Дитячі опери)
- Car Och aneb Srdce Oxany (Цар Ох» або Серце Оксани) – 1960
- Куць – Mladý ďábel („The Young Devil")
- Яринний городчик – A Vegetable Plot (1969)

Sborová tvorba (Хорові твори)
- Liturgie (Літургія) 1919
- Žalm pro Šeptytského (Псалом Шептицькому)
- Před bitvou (До Бою)
- Triptych (Триптих)
- Ukolébavka (Колискова) (А-а, котика нема) 1946

Komorní a instrumentální díla (Камерно – Інструментальні твори)
- Sonáta pro housle a klavír (Соната для скрипки і фортепіано) 1935
- Smyčcový kvartet a, (Cтрунний квартет, a) 1960 – 1970
- Smyčcový kvartet b, (Cтрунний квартет, b) 1960 – 1970
- Trio pro housle, violu a violoncello (Тріо для скрипки, альта і віолончела) 1960 – 1970
- Kvintet pro dvoje housle, violu, violoncello a klavír (Квінтет для двох скрипок, альта, віолончела фортепіано) 1960 – 1970
- Trio pro flétnu, klarinet a fagot (Тріо для флейти, кларнету, фагота) 1972

Klavírní díla (Фортепіанні Твори)
- Variace na ukrajinské téma (Варіації на Українську тему) 1932
- Fantasie: Suita pro klavír na ukrajinská témata (Фантазія: Суїта фортепянна на Українські теми) – 1940
- Impromptu (Імпромпту) – 1962
- Groteskní (Гротеск) – 1964
- Horská suita (Гірська сюїта) 1966 – 1968
- Cyklus skladeb pro děti (Цикл п’єс для дітей) 1936 – 1946
- Ukrajinské koledy (Українські коляди та щедрівки)
- Dobré zprávy (Вістку голосить)
- Vánoce s harlekýnem (Christmas with Harlequin) – 1971

Různé (Різне)
- Srdce (Серце) – Sólo s orchestrem
- Lorelei (Лорелеї) – vypravěč, harmonium a klavír 1919 – slova Lesja Ukrajinka
- Máj (Май) – 1912
- Lidové písně (Тема народної пісні)
- Na Maidanu (На Майдані) – Náměstí nezávislosti – klavírní skladba
- (Не піду до леса з конечкамі). Rusínská píseň pro sólo a smyčce